# Nakayama Genki
Genki Nakayama (sinh ngày 15 tháng 9 năm 1981) là một cầu thủ bóng đá người Nhật Bản.

## Sự nghiệp câu lạc bộ
Genki Nakayama đã từng chơi cho Sanfrecce Hiroshima, Consaole Sapporo, Shonan Bellmare và Renofa Yamaguchi FC.